# Box 1991–2008
Box 1991–2008 är en samlingsbox av den svenska rockgruppen Kent, släppt den 29 oktober 2008. Boxen sammanfattar hela Kents karriär åren 1991–2008. Tio CD-skivor, alla med nya omslag, 26 olika bonusspår, 15 tidigare outgivna låtar, totalt 133 spår. Boxen innehåller även en live-version av "Håll ditt huvud högt" inspelad i Eskilstuna 2008, en 96-sidig bok, privata bilder, turnéhistorisk, låttexter och innerpåsar tecknade av Joakim Berg.

## Låtlista

### Kent
1. Blåjeans - 2:57
2. Som vatten - 2:53
3. Ingenting någonsin - 3:57
4. När det blåser på månen - 4:19
5. Jag vill inte vara rädd - 3:30
6. Vad två öron klarar - 3:42
7. Den osynlige mannen - 2:41
8. Pojken med hålet i handen - 2:08
9. Ingen kommer att tro dig - 3:31
10. Stenbrott - 4:18
11. Frank - 4:48

Bonusmaterial: 
1. Döda dagar - 3:47
2. Håll i mig (Jones och giftet) - 4:36
3. Ögon (Jones och giftet) - 5:07
4. Klocka (Havsänglar) - 4:40
5. Cirkel (Havsänglar) - 3:59

### Verkligen
1. Avtryck - 3:11
2. Kräm (Så nära får ingen gå) - 2:42
3. Gravitation - 3:44
4. Istället för ljud - 4:22
5. 10 Minuter (För mig själv) - 3:10
6. En timme en minut - 8:08
7. Indianer - 3:47
8. Halka - 3:03
9. Thinner - 3:59
10. Vi kan väl vänta tills imorgon - 6:55

Bonusmaterial: 
1. Saker man ser (demo) - 3:16
2. Alpha (demo) - 3:30
3. Din skugga (demo) - 4:10

### Isola
1. Livräddaren - 4:36
2. Om du var här - 3:59
3. Saker man ser - 3:54
4. Oprofessionell - 4:43
5. OWC - 3:08
6. Celsius - 4:15
7. Bianca - 4:55
8. Innan allting tar slut - 3:40
9. Elvis - 4:33
10. Glider - 4:04
11. 747 - 7:47

Bonusmaterial: 
1. OWC (live, 2 Meter Sessions, Holland) - 3:00
2. Celsius (live, 2 Meter Sessions, Holland) - 4:04

### Hagnesta Hill
1. Kungen är död - 4:17
2. Revolt III - 3:10
3. Musik Non Stop - 4:34
4. Kevlarsjäl - 4:26
5. Ett tidsfördriv att dö för - 4:36
6. Stoppa mig juni (Lilla ego) - 06:22
7. En himmelsk drog - 4:04
8. Stanna hos mig - 3:57
9. Cowboys - 5:49
10. Beskyddaren - 4:46
11. Berg&Dalvana - 4:47
12. Insekter - 4:08
13. Visslaren - 7:47

Bonusmaterial: 
1. Inhale/Exhale (demo) - 4:04

### B-sidor 95-00

#### CD 1
1. Chans - 5:21
2. Spökstad - 4:41
3. Längtan skala 3:1 - 6:51
4. Om gyllene år - 2:39
5. Noll - 4:28
6. Önskar att någon - 3:56
7. Bas riff - 3:39
8. Din skugga - 4:04
9. Elever - 4:45
10. Längesen vi sågs - 4:29
11. December - 3:46
12. Utan dina andetag - 4:23
13. På nära håll - 3:19

#### CD 2
1. Livrädd med stil - 3:03
2. Verkligen - 5:30
3. Gummiband - 4:46
4. Att presentera ett svin - 4:26
5. En helt ny karriär - 4:08
6. Rödljus - 3:40
7. Pojken med hålet i handen (Hotbilds version) - 4:11
8. Kallt kaffe - 3:26
9. Den osynlige mannen (Kazoo version) - 2:38
10. Slutsats - 2:48
11. Rödljus II - 4:34
12. En helt ny karriär II - 5:27

### Vapen & ammunition
1. Sundance Kid - 5:09
2. Pärlor 3:55
3. Dom andra 3:46
4. Duett 4:42
5. Hur jag fick dig att älska mig - 5:21
6. Kärleken väntar 3:59
7. Socker 5:35
8. FF 4:13
9. Elite 6:05
10. Sverige 2:58

Bonusmaterial: 
1. Vintervila 4:14
2. Lämnar 4:53
3. VinterNoll2 4:25
4. Socker (demo) 4:36
5. Love Undone (demo) 3:58

### Du & jag döden
1. 400 slag - 4:57
2. Du är ånga - 3:51
3. Den döda vinkeln - 4:19
4. Du var min armé - 3:30
5. Palace & Main - 4:05
6. Järnspöken - 3:48
7. Klåparen - 5:25
8. Max 500 - 3:35
9. Romeo återvänder ensam - 4:03
10. Rosor och palmblad - 4:05
11. Mannen i den vita hatten (16 år senare) - 6:37

Bonusmaterial: 
1. M - 4:23
2. Välgärningar och illdåd - 3:40
3. Nihilisten - 4:14
4. Alla mot alla - 4:00

### The hjärta & smärta EP
1. Vi mot världen - 4:10
2. Dom som försvann - 4:54
3. Ansgar & Evelyne - 4:16
4. Flen/Paris - 3:44
5. Månadens erbjudande - 4:10

Bonusmaterial: 
1. Nålens öga - 6:14

### Tillbaka till samtiden
1. Elefanter - 5:21
2. Berlin - 4:36
3. Ingenting - 4:17
4. Vid din sida - 4:55
5. Columbus - 4:26
6. Sömnen - 4:08
7. Vy från ett luftslott - 4:23
8. Våga vara rädd - 3:59
9. LSD, någon? - 4:20
10. Generation ex - 4:30
11. Ensammast i Sverige - 8:20

Bonusmaterial: 
1. Min värld - 4:06
2. Tick Tack - 4:01
3. Det kanske kommer en förändring - 5:24
4. Ingenting (demo) - 3:47
5. Håll ditt huvud högt (live, Eskilstuna, sommaren 08) - 5:11

## Listplaceringar
| Lista (2008-2009) | Topplacering |
| ----------------- | ------------ |
| Finland           | 18           |
| Norge             | 38           |
| Sverige           | 1            |

### Fotnoter
1. ↑  Norwegiancharts – Box 1991–2008 på den finländska albumlistan
2. ↑  Norwegiancharts – Box 1991–2008 på den norska albumlistan
3. ↑  Swedishcharts – Box 1991–2008 på den svenska albumlistan